# Guilherme Socias Villela
Guilherme Socias Villela (Uruguayana, 3 de junio de 1935 - Porto Alegre, 31 de julio de 2025) fue un economista y político brasileño. Fue nombrado alcalde de Porto Alegre entre 1975 y 1983 durante la dictadura militar.
Durante su gobierno se inauguraron el Parque Marinha do Brasil y el Parque Maurício Sirotski Sobrinho. Durante su gobierno, también se creó el Brique da Redenção, un evento cultural que se repite todos los domingos desde hace más de dos décadas, en la rúa José Bonifácio, junto al Parque Farroupilha. Además, se inauguraron el Parque Vinte de Maio y el Parque Mascarenhas de Moraes, así como 35 nuevas plazas y ampliaciones del Parque Moinhos de Vento y del Parque Farroupilha, totalizando 1,15 millones de árboles plantados en ocho años de mandato.
Intentó sin éxito volver a la alcaldía de la ciudad en 1988 y en 1994 se presentó como candidato a senador por la coalición PPR/PFL, y no fue elegido.
En las elecciones municipales del 2000, fue candidato a teniente alcalde en la candidatura encabezada por Yeda Crusius, en una alianza del PSDB con los PPB y la PSDC, que quedó tercera en las elecciones, por detrás de Tarso Genro y Alceu Collares. 
En las elecciones municipales del 2012, fue elegido concejal con 13.574 votos, siendo el tercero más votado. Fue primer secretario de la Cámara Municipal en el último año de su mandato, asumiendo la presidencia de la cámara legislativa después de que, en agosto, el 3º Tribunal de Finanzas Públicas de Porto Alegre ordenase la destitución de Cássio Trogildo, que entonces ocupaba el cargo de presidente. 
En su honor, la sede del Municipio de Porto Alegre, en la rúa João Manoel, 157, pasó a llamarse Centro Administrativo Municipal Guilherme Socias Villela en 2023.